# István Örkény
István Örkény (Budapest, 5 aprile 1912 – Budapest, 24 giugno 1979) è stato uno scrittore ungherese.
È stato il caposcuola della prosa grottesca ungherese, insignito del Premio Kossuth, editore della rivista Újhold. Si è laureato in farmacologia.

## Biografia
Lo scrittore proveniva da una famiglia ebrea benestante, sua madre era Margit Pető, il padre il farmacista Hugó Örkény. Nel 1930 ha fatto gli esami di maturità al Liceo dei Piaristi a Budapest, poi si è iscritto all'università per studiare chimica. 
Nel 1937 ha conosciuto gli scrittori ed i redattori della rivista Szép Szó, poi si è trasferito prima a Londra e poi a Parigi, dove si manteneva con lavoretti occasionali. È ritornato in patria nel 1940, l'anno seguente si è laureato. Durante la seconda guerra mondiale era milite del lavoro al fiume Don. Fu prigioniero di guerra, e proprio per questo motivo poté ritornare in patria solo nel 1946.
Tra il 1949 e 1951 lavorava come drammaturgo, dopo come consulente alla casa editrice Szépirodalmi Kiadó. Siccome ha preso parte alla rivoluzione ungherese del 1956 tra il 1958 e il 1963 le sue opere erano proibite. Durante questo periodo lavorava in una fabbrica farmaceutica come ingegnere chimico.
La sua prima moglie era Flóra Gönczi, sono stati sposati tra il 1937 e il 1941. La seconda moglie era la scrittrice di libri di cucina, Angála F. Nagy tra il 1947 e il 1959. Örkény si è sposato per la terza volta nel 1965 con Zsuzsa Radnóti, storica della letteratura e sceneggiatrice del Teatro Víg (Vígszínház).
Örkény ha vinto il Premio József Attila due volte: nel 1955 e nel 1967. Nel 1969 a Parigi ha ricevuto il ’’Grand Prix de l'Humour Noir’’ (Grande Premio per l'Umorismo Nero). Nel 1973 ha ottenuto il Premio Kossuth.
Si è ammalato gravemente nel 1979, ma ha continuato a lavorare fino all'ultimo respiro. È morto per insuffcienza cardiaca. È stato sepolto nel cimitero Farkasréti di Budapest. Al momento sua moglie cura l'eredità letteraria.

## Prosa
La caratteristica più importante delle opere di Örkény è l'umorismo grottesco. I suoi caratteri non sono univocamente buoni o cattivi – per questo ogni tanto la tragedia diventa commedia - e spesso reagiscono in modo strano.
Il suo primo racconto è stato pubblicato nella rivista Szép Szó nel 1937. Dopo la guerra, nel 1947 ha pubblicato la Gente di Lager (Lágerek népe) che tratta della sua vita come milite di lavoro. Nel 1952 la pubblicazione del racconto Lila tinta (Tinta viola) ha ricevuto critiche negative. Dopo la rivoluzione ungherese del 1956 la prima opera che è riuscito a pubblicare è stata il romanzo Giochi di gatti nel 1963 che poi ha riscritto in un dramma.
Con le Novelle da un minuto (1967) ha creato uno stile eccezionale: le novelle brevissime di carattere filosofico e grottesco erano una novità non solo nella letteratura ungherese, ma anche in quella mondiale. Örkény fino alla morte ha continuato a perfezionare senza sosta le novelle, infatti in ogni edizione inseriva delle opere nuove.

## Dramma
Örkény è il rappresentante insigne del dramma assurdo ungherese.
La tragedia intitolata I Tót è stata scritta nel 1964, ed è stata messa in scena per la prima volta nel 1967. Questo dramma ha dato fama mondiale ad Örkény. Nel 1969 è stato adattato per il cinema dal regista Zoltán Fábri con il titolo  Isten hozta, őrnagy úr! (Benvenuto, Maggiore!). Anche altre opere dello scrittore, per esempio Giochi di gatti, sono state adattate.

## Matrimoni
- 1937–41 Flóra Gönczi
- 1947–59 Angéla F. Nagy (figli: Angéla Örkény, montaggista e Antal Örkény sociologo)
- da 1965 Zsuzsa Radnóti

## Opere
- Tengertánc (racconti, 1941)
- Amíg idejutottunk (confessione, 1946)
- Hajnali pisztolylövés (racconto, 1947)
- Lágerek népe (sociografia, 1947)
- Budai böjt (racconti, 1948)
- A borék (commedia, 1948)
- Idegen föld (racconti, 1948)
- Voronyezs (dramma, 1948)
- Házastársak (romanzo, 1951)
- Koránkelő emberek (interviste e racconti, 1952)
- Négy vidám jelenet (drammi, 1953)
- Hiszek a szabadságban (1954)
- Hóviharban (racconti, 1954)
- Ezüstpisztráng (racconti, 1956)
- Nehéz napok (romanzo, 1957)
- Giochi di gatti (Macskajáték) (1963)
- Jeruzsálem hercegnője (racconti, 1966)
- Nászutasok a légypapíron (racconti, 1967)
- Novelle da un minuto (Egyperces novellák) (racconti, 1968)
- Időrendben (racconti, 1971)
- Időrendben (drammi, 1972)
- Időrendben („ritratti, sindromi”, 1973)
- Glória, Giochi di gatti, I Tót (3 romanzi brevi, 1974)
- Vérrokonok (dramma, 1975)
- Meddig él egy fa? (racconti, 1976)
- „Rózsakiállítás” (romanzo, 1977)
- Az utolsó vonat (racconti, 1977)
- Kulcskeresők (dramma, 1977)
- Élőszóval (drammi, 1978)
- Négykezes regény tanulságos története (romanzo, 1979)
- Forgatókönyv (tragedia, 1979)
- Novellák (Volume I., II., novelle, 1980)
- Párbeszéd a groteszkről („Dialogo sul grottesco” 1981)
- Kisregények (romanzi brevi, 1981)
- Babik (romanzo breve, 1982)
- Drámák („Drammi”, Vol. I-III. 1982)
- Önéletrajzok töredékekben. Befejezetlen regények (1983)
- Pisti a vérzivatarban (dramma grottesco, Szolnok, 1983)
- Novelle da un minuto (1984)
- Lágerek népe (1984)
- Visszanézve. Arcképek, korképek (1985)
- Négyeskönyv (1987)

## Premi
- Premio József Attila (1955, 1967)
- Premio Kossuth (1973)
- Grand Prix de l'Humour Noir (Grande Premio per l'Umorismo Nero) (Parigi, 1969)

## Ricordo
Una borsa di studio per giovani drammaturghi è stata fondata con il nome dell'autore. A Budapest un teatro e aree pubbliche sono stati intitolati a lui.
L'8 aprile 2009 è stato creato su Örkény un sito web multimediale  (in inglese): orkeny.oszk.hu